# I Wish We All Could Win
I Wish We All Could Win é o segundo álbum de estúdio da banda The Afters, lançado a 22 de Fevereiro de 2005.
O disco atingiu o nº 24 do Top Christian Albums e o nº 40 do Top Heatseekers.

## Faixas
1. "Beautiful Love" – 3:58
2. "Until the World" – 4:18
3. "Someday" – 3:31
4. "Love Lead Me On" – 4:28
5. "All That I Am" – 4:24
6. "The Way That You Are" – 3:43
7. "You" – 4:00
8. "Love Will Make You Beautiful" – 4:41
9. "Wait" – 3:13
10. "Thank God I'm Not the One" – 5:10

## Créditos
- Joshua Havens - Vocal, guitarra
- Matt Fuqua - Vocal, guitarra
- Brad Wigg - Baixo, vocal
- Marc Dodd - Bateria